# Universidade Estadual de Kennesaw

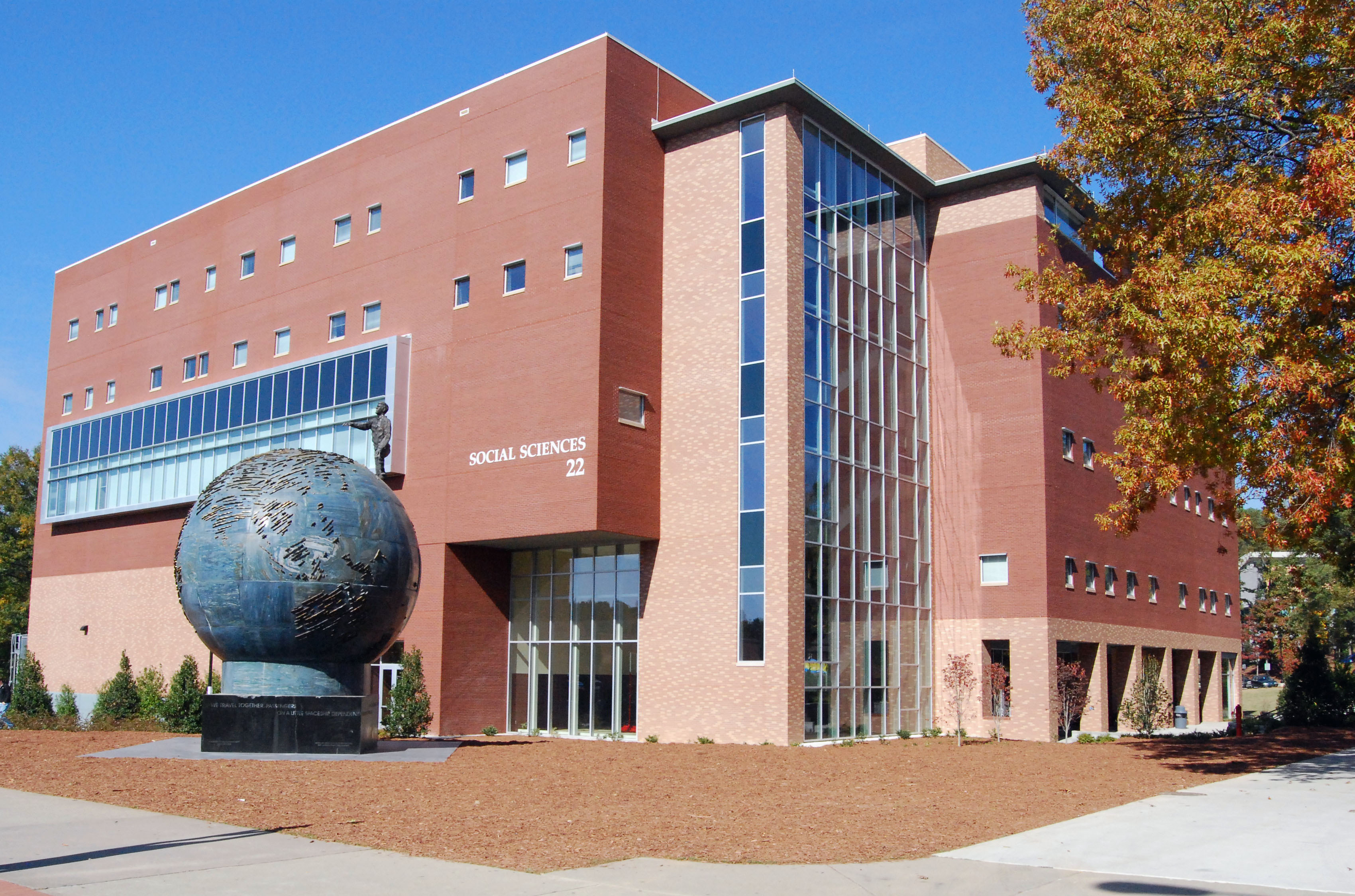
Um dos prédios da Kennesaw.

A Universidade de Kennesaw (em inglês, Kennesaw State University, normalmente conhecido como Kennesaw State) é um instituto que faz parte do Sistema de Universidade da Geórgia (Estados Unidos), localiza-se em Kennesaw, Georgia perto de Atlanta.